# ドルンブルク (小惑星)
ドルンブルク (3802 Dornburg) は小惑星帯の小惑星である。ドイツの天文学者フライムート・ベルンゲンがドイツ、タウテンベルクの天文台で発見した。
ドイツ、テューリンゲン州の街、ドルンブルクから命名された。